# VfB Stuttgart
VfB Stuttgart är en fotbollsklubb i Stuttgart i Tyskland, grundad 1893. Hemmamatcherna spelas på MHPArena. Föreningen bedriver även annan idrott. 
Klubbens matchställ består av en vit tröja med ett horisontellt gående rött band i brösthöjd.

## Historia

### Tyska mästare
Stuttgart vann sitt första mästerskap 1950 och följde upp med en ny seger 1952. Den stora stjärnan var Robert Schlienz som öste in mål för klubben. Schlienz spelade tre landskamper för Västtyskland. I dag har man döpt en av Stuttgarts arenor efter honom – Robert-Schlienz-Stadion.
Under 1960-talet var klubben en stabil Bundesliga-klubb med flera tyska landslagsspelare och även de svenska proffsen Bosse Larsson och Jan Olsson som var populära och framgångsrika under sina år i klubben.

### Nya framgångar under 1980-talet
Klubben hade en svag period i mitten av 1970-talet då man åkte ur Bundesliga men kom tillbaka starkt 1977. Man kom som nykomlingar på en andraplats vilket blev starten för en ny framgångsperiod för klubben. Man nådde flera topplaceringar i en Bundesliga som hade några av sina starkaste år i början av 1980-talet med hård konkurrens mellan Bayern München, Hamburg, Köln och Stuttgart i toppen. Säsongen 1983/84 kom det så hårt eftertraktade guldet under tränaren Helmut Benthaus. Stuttgart hade många landslagsspelare – bröderna Karlheinz Förster och Bernd Förster, Dieter Hoeness, Hansi Müller och Karl Allgöwer var de mest framgångsrika av dem. Säsongen 1987/88 vann Jürgen Klinsmann skytteligan och slog igenom storstilat under sin tid i "VfB".

### Vicemästare 2003
Precis som under 1970-talet hade klubben en svag period i början av 2000-talet med allt sämre tabellplaceringar. Vändningen kom under Felix Magath som vände den negativa trenden bland annat genom att satsa på klubbens talanger – Kevin Kuranyi, Andreas Hinkel och Timo Hildebrand kom alla från klubbens ungdomsled. En hedrande andraplats blev det till slut och deltagande i Uefa Champions League säsongen 2003/04. I Champions League slog man bland annat Manchester United och gick vidare från gruppspelet där den engelska storklubben Chelsea blev för svåra.

### Spelarflykt 2005
Klubben sågs som en av framtidens klubbar i Bundesliga, men det kan vända snabbt i fotboll och under säsongen 2004/05 lyckades man inte fullt ut vilket förde med sig att tränaren Matthias Sammer valde att avgå och att flera spelare, däribland anfallsstjärnan Kevin Kuranyi, valde att lämna VfB. Klubben satsade vidare under nya tränaren Giovanni Trapattoni, men laget spelade dåligt och Trapattoni lämnade innan säsongen var slut. I stället tog Armin Veh över som tränare utan att klubben lyfte. Det blev en dålig säsong 2005/06 med en slutlig niondeplats i Bundesliga.

### Tyska mästare 2007
Stuttgart blev tyska mästare säsongen 2006/07 då man vann Bundesliga på 70 poäng, två poäng före Schalke 04. Ligasegern säkrades hemma mot Energie Cottbus via en seger med 2–1. Flest mål för Stuttgart gjorde Mario Gómez (14) och Cacau (13).

### Spel i andraligan 2016/2017
Efter att i de närmast föregående säsongerna ha kämpat i botten av Bundesliga fick Stuttgart efter säsongen 2015/16 lämna högstaligan för spel i 2. Bundesliga. I andraligan sågs man av många som en av favoriterna, men efter en ojämn inledning av säsongen med flera tränarbyten såg det inte så ljust ut. Men kring vinteruppehållet såg det bättre ut och man var ordentligt med i toppen. Säsongen slutade med seger där Stuttgart, på hemmaplan, var oslagbara under andra halvan av säsongen. Stor nyckel till framgången på hemmaplan var den starka hemmapubliken som snittade över 50 000 åskådare, men även Simon Terodde, som med sina 25 mål vann skytteligan.

## Spelartrupp
| 1  | Tyskland | Fabian Bredlow  | 2 mars 1995       | Nürnberg (-19)       |
| 21 | Tyskland | Stefan Drljača  | 20 april 1999     | Dynamo Dresden (-24) |
| 33 | Tyskland | Alexander Nübel | 30 september 1996 | AS Monaco FC (-23)   |
| 41 | Tyskland | Dennis Seimen   | 1 december 2005   | VfB Stuttgart        |

| 3  | Nederländerna | Ramon Hendriks         | 18 juli 2001     | Feyenoord (-24)         |
| 4  | Tyskland      | Josha Vagnoman         | 11 december 2000 | Hamburg (-22)           |
| 7  | Tyskland      | Maximilian Mittelstädt | 18 mars 1997     | Hertha Berlin (-23)     |
| 13 | Tyskland      | Frans Krätzig          | 14 januari 2003  | FK Austria Wien (-24)   |
| 15 | Tyskland      | Pascal Stenzel         | 20 mars 1996     | Freiburg (-19)          |
| 20 | Schweiz       | Leonidas Stergiou      | 3 mars 2002      | FC St. Gallen (-23)     |
| 23 | Frankrike     | Dan-Axel Zagadou       | 3 juni 1999      | Borussia Dortmund (-22) |
| 24 | Tyskland      | Jeff Chabot            | 12 februari 1998 | 1. FC Köln (-24)        |
| 29 | Frankrike     | Anthony Rouault        | 29 maj 2001      | Toulouse FC (-23)       |
| 45 | Japan         | Anrie Chase            | 24 mars 2004     | VfB Stuttgart           |

| 5  | Tyskland  | Yannik Keitel   | 15 februari 2000  | Freiburg (-24)         |
| 6  | Tyskland  | Angelo Stiller  | 4 april 2001      | TSG Hoffenheim (-23)   |
| 8  | Frankrike | Enzo Millot     | 17 juli 2002      | Monaco (-21)           |
| 10 | Sydkorea  | Jeong Woo-yeong | 20 september 1999 | SC Freiburg (-22)      |
| 16 | Tyskland  | Atakan Karazor  | 13 oktober 1996   | Holstein Kiel (-19)    |
| 27 | Tyskland  | Chris Führich   | 9 januari 1998    | Paderborn (-21)        |
| 28 | Danmark   | Nikolas Nartey  | 22 februari 2000  | Köln (-19)             |
| 30 | Turkiet   | Ömer Beyaz      | 29 augusti 2003   | Fenerbahçe (-21)       |
| 32 | Schweiz   | Fabian Rieder   | 16 februari 2002  | Stade Rennais FC (-24) |
| 40 | Tyskland  | Luca Raimund    | 9 april 2005      | VfB Stuttgart          |

| 9  | Bosnien och Hercegovina | Ermedin Demirović    | 25 mars 1998     | FC Augsburg (-24)               |
| 11 | Tyskland                | Nick Woltemade       | 14 februari 2002 | Werder Bremen (-24)             |
| 14 | Kongo-Kinshasa          | Silas Katompa Mvumpa | 6 oktober 1999   | Paris FC (-19)                  |
| 17 | Tyskland                | Justin Diehl         | 27 november 2004 | 1. FC Köln (-24)                |
| 18 | Tyskland                | Jamie Leweling       | 26 februari 2001 | 1. FC Union Berlin (-23)        |
| 19 | Danmark                 | Wahid Faghir         | 29 juli 2003     | Vejle BK (-21)                  |
| 22 | Grekland                | Thomas Kastanaras    | 9 januari 2003   | VfB Stuttgart                   |
| 25 | Tyskland                | Luca Pfeiffer        | 20 augusti 1996  | SV Darmstadt 98 (-22)           |
| 26 | Tyskland                | Deniz Undav          | 19 juli 1996     | Brighton & Hove Albion FC (-23) |
| 44 | Nederländerna           | Mohamed Sankoh       | 16 oktober 2003  | VfB Stuttgart                   |

### Utlånade spelare
| Nr | Land     | Pos | Namn                                                |
| -- | -------- | --- | --------------------------------------------------- |
|    | Tyskland | MF  | Laurin Ulrich (i SSV Ulm 1846 till 30 juni 2025)    |
|    | Colombia | A   | Juan José Perea (i FC Zürich till 30 juni 2025)     |
|    | Serbien  | A   | Jovan Milošević (i FC St. Gallen till 30 juni 2025) |

## Kända spelare
- Thomas Berthold
- Guido Buchwald
- Jon Dahl Tomasson
- Giovane Elber
- Karlheinz Förster
- Ioan Viorel Ganea
- Timo Hildebrand
- Jürgen Klinsmann
- Ásgeir Sigurvinsson
- Kevin Kuranyi
- Horst Köppel
- Hansi Müller
- Robert Schlienz
- Matthias Sammer
- Sami Khedira
- Mario Gómez

## Svenska spelare
- Bo Larsson
- Jan Olsson
- Dan Corneliusson
- Alexander Farnerud

## Tränare
- Huub Stevens (2014)
- Thomas Schneider (2013–2014)
- Bruno Labbadia (2010–2013)
- Jens Keller (2010)
- Christian Gross (2009–2010)
- Markus Babbel (2008–2009)
- Armin Veh (2006–2008)
- Giovanni Trapattoni (2005–2006)
- Matthias Sammer (2004–2005)
- Felix Magath (2001–2004)
- Ralf Rangnick
- Joachim Löw
- Helmut Benthaus